# Acacia emilioana
Acacia emilioana är en ärtväxtart som beskrevs av Renée Hersilia Fortunato och Ciald. Acacia emilioana ingår i släktet akacior, och familjen ärtväxter. Inga underarter finns listade i Catalogue of Life.